# Big Dig
El Big Dig fue un megaproyecto de Boston que desvió la entonces elevada arteria central de la interestatal 93 que atravesaba Boston hacia el túnel O'Neill y construyó el túnel Ted Williams para prolongar la interestatal 90 hasta el aeropuerto internacional Logan. Estos dos proyectos fueron el origen del nombre oficial, Central Artery/Tunnel Project (Proyecto CA/T). Además, el proyecto construyó el puente Zakim Bunker Hill sobre el río Charles, creó la vía verde Rose Kennedy en el espacio dejado por la anterior calzada elevada de la I-93 y financió más de una docena de proyectos para mejorar el sistema de transporte público de la región. La planificación del proyecto comenzó en 1982; las obras de construcción se llevaron a cabo entre 1991 y 2006; y el proyecto concluyó el 31 de diciembre de 2007. El contratista general del proyecto fue Bechtel y Parsons Brinckerhoff fue el ingeniero, que trabajaron como consorcio, ambos supervisados por el Departamento de Carreteras de Massachusetts.
El Big Dig fue el proyecto de autopistas más caro de Estados Unidos, y estuvo plagado de sobrecostes, retrasos, filtraciones, fallos de diseño, acusaciones de mala ejecución y uso de materiales de calidad inferior, acusaciones penales y detenciones, y la muerte de un automovilista. En un principio, estaba previsto que el proyecto finalizara en 1998 con un coste estimado de 2.800 millones de dólares (7.400 millones de dólares ajustados a la inflación de 2020)Sin embargo, el proyecto se completó en diciembre de 2007 con un coste de más de 8.080 millones de dólares (en dólares de 1982, 21.500 millones ajustados a la inflación), un sobrecoste de alrededor del 190%.Como consecuencia de una muerte, fugas y otros fallos de diseño, el consorcio Parsons Brinckerhoff y Bechtel acordó pagar 407 millones de dólares en concepto de restitución y varias empresas más pequeñas acordaron pagar una suma combinada de aproximadamente 51 millones de dólares.

## Origen

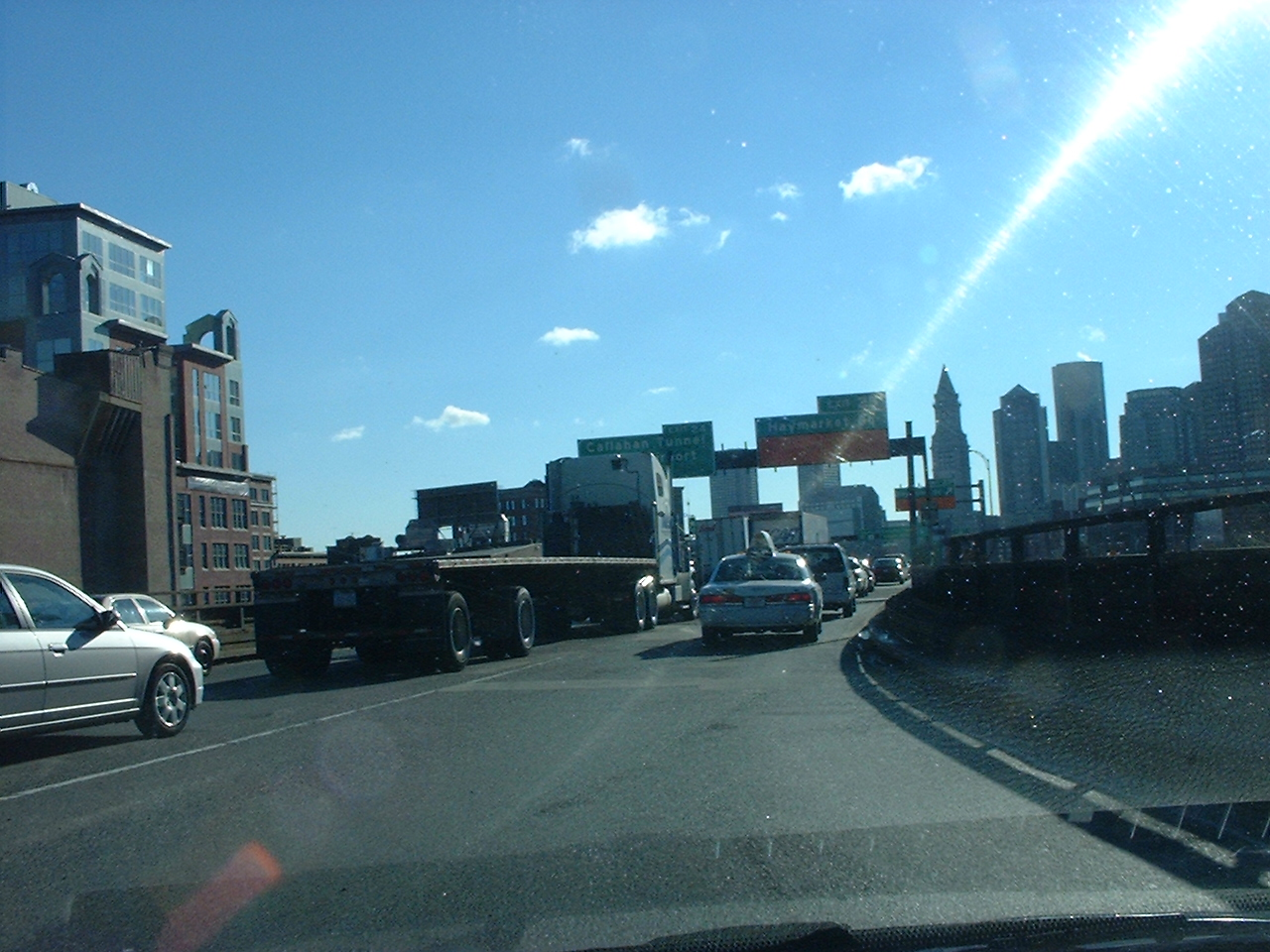
Tráfico en la antigua arteria central elevada a mediodía de 2003

Este proyecto se desarrolló en respuesta a la congestión del tráfico en las históricamente enmarañadas calles de Boston, trazadas siglos antes de la llegada del automóvil. Ya en 1930, el Consejo de Planificación de la ciudad recomendó la construcción de una autopista elevada que atravesara el centro de la ciudad de norte a sur para desviar el tráfico de las calles. El Comisario de Obras Públicas, William Callahan, promovió el proyecto de la Central Artery, una autopista elevada que acabó construyéndose entre el centro y el paseo marítimo. En los años 50, el gobernador John Volpe intercedió para cambiar el diseño del último tramo de la arteria central y soterrarlo en el túnel de Dewey Square. Aunque el tráfico mejoró algo, los demás problemas persistieron. Había atascos crónicos en la Central Artery (I-93), la autopista elevada de seis carriles que atraviesa el centro de Boston y que era, en palabras de Pete Sigmund, "como un embudo lleno de coches que circulan lentamente o están parados (y de automovilistas que insultan)"En 1959, el tramo de carretera de 2,4 km (1,5 millas) de longitud soportaba unos 75.000 vehículos al día, pero en los años 90 la cifra había aumentado a 190.000 vehículos diarios. En 2010 se preveían atascos de 16 horas.
La autopista tenía curvas cerradas, un número excesivo de entradas y salidas, rampas de entrada sin carriles de incorporación y, con el paso de las décadas y la cancelación de otras autopistas previstas, un tráfico de vehículos en continua escalada que superaba con creces su capacidad de diseño. Las empresas locales deseaban de nuevo un alivio, los dirigentes de la ciudad buscaban una reunificación del frente marítimo con la ciudad y los residentes de las inmediaciones deseaban la eliminación de la carretera elevada pintada de verde mate que el alcalde Thomas Menino denominó el "otro Monstruo Verde" de Boston (como comparación desfavorable con el famoso muro del jardín izquierdo del Fenway Park) Los ingenieros del MIT Bill Reynolds y Frederick P. Salvucci (a la postre Secretario de Transporte del estado) imaginaron el traslado subterráneo de toda la autopista.

### Anulación del proyecto del Cinturón Interior

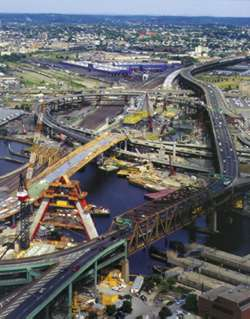
Puente Zakim Bunker Hill sobre el río Charles en construcción, mirando hacia el norte. El antiguo cruce elevado de la Central Artery está a la derecha

Otra motivación importante para la forma final del Big Dig fue el abandono del sistema de autopistas que el Departamento de Obras Públicas de Massachusetts pretendía construir a través y alrededor de Boston. La Central Artery, que formaba parte del Plan Maestro de Mass. DPW de 1948, estaba previsto que fuera el tramo del centro de Boston de la interestatal 95, y se firmó como tal; una carretera de circunvalación llamada Inner Belt, se rebautizó posteriormente como interestatal 695. (La ley que establecía el sistema de autopistas interestatales se promulgó en 1956.) El distrito Inner Belt debía pasar al oeste del núcleo del centro, por el barrio de Roxbury y las ciudades de Brookline, Cambridge y Somerville. Las controversias anteriores sobre el impacto de la ampliación de Boston de la autopista Massachusetts Turnpike, sobre todo en el populoso barrio de Brighton, y la gran cantidad adicional de viviendas que habría sido necesario destruir, provocaron una oposición masiva de la comunidad tanto al Inner Belt como al tramo bostoniano de la I-95.
En 1970, ya se había completado la demolición de edificios y la limpieza de terrenos a lo largo del derecho de paso de la I-95 por los barrios de Roxbury, Jamaica Plain, South End y Roslindale, lo que provocó amenazas de secesión por parte de Hyde Park, el barrio más joven y más meridional de Boston (por el que también estaba previsto que pasara la I-95).
En 1972, con relativamente poco trabajo realizado en la parte del corredor suroeste de la I-95 y ninguno en el cinturón interior, potencialmente perturbador, el gobernador Francis Sargent decretó una moratoria en la construcción de autopistas en el corredor de la Ruta 128, excepto en el corto tramo final de la Interestatal 93. En 1974 se canceló el resto del Plan Maestro. En 1974 se canceló el resto del Plan Maestro.
Con un volumen de tráfico cada vez mayor canalizado sólo hacia la I-93, la arteria central se convirtió en un atasco crónico. La moratoria de Sargent condujo al desvío de la I-95 fuera de Boston en torno a la circunvalación de la ruta 128 y a la conversión de los terrenos desbrozados del sur de la ciudad en el parque lineal Southwest Corridor, así como en un nuevo derecho de paso para la línea de metro Orange Line y Amtrak. Partes del derecho de paso previsto para la I-695 siguen sin utilizarse y se están estudiando para futuros proyectos de transporte masivo.
El Plan Maestro original de 1948 incluía un proyecto de túnel para el Tercer Puerto que fue muy controvertido, ya que habría trastornado la zona de Maverick Square, en East Boston. Nunca se construyó.

### Mezcla de tráfico
Una de las principales razones de la congestión durante todo el día era que la Central Artery no sólo transportaba tráfico de norte a sur, sino también de este a oeste. El aeropuerto Logan de Boston se encuentra al otro lado del puerto de Boston, en East Boston, y antes del Big Dig, el único acceso al aeropuerto desde el centro de la ciudad era a través de los túneles emparejados de Callahan y Sumner. El tráfico de las principales autopistas desde el oeste de Boston -la Massachusetts Turnpike y Storrow Drive- circulaba en su mayor parte por tramos de la Central Artery para llegar a estos túneles. El trayecto entre la Central Artery y los túneles implicaba pequeños desvíos por las calles de la ciudad, lo que aumentaba la congestión local.

### Transporte público
Se incluyeron varios proyectos de transporte público como parte de la mitigación medioambiental del Big Dig. El más costoso fue la construcción del túnel de la fase II de la Silver Line bajo el canal de Fort Point, realizada en coordinación con las obras del Big Dig. Los autobuses de la Silver Line utilizan ahora este túnel y el túnel Ted Williams para enlazar South Station y el aeropuerto Logan.
La construcción de la extensión de la Línea Verde de la MBTA más allá de Lechmere hasta la estación de Medford/Tufts se inauguró el 12 de diciembre de 2022. A partir de 2023, los proyectos prometidos para conectar las líneas de metro Roja y Azul, y para restablecer el servicio de tranvía de la Línea Verde hasta Arborway en Jamaica Plain no se han completado. La conexión de las líneas de metro Roja y Azul se sometió a un diseño inicial, pero no se han asignado fondos para el proyecto. La restauración de la línea Arborway ha sido abandonada, tras una sentencia judicial firme en 2011.
El plan original del Big Dig también incluía el enlace ferroviario Norte-Sur, que habría conectado las estaciones Norte y Sur (las principales estaciones de tren de pasajeros de Boston), pero este aspecto del proyecto fue finalmente descartado por la administración estatal de transportes a principios del gobierno de Dukakis. Las negociaciones con el gobierno federal habían llevado a un acuerdo para ampliar algunos de los carriles del nuevo túnel del puerto, y para ello era necesario que el túnel fuera más profundo y tuviera ventilación mecánica; esto no dejaba espacio para las líneas ferroviarias, y el paso de trenes diésel (entonces en uso) por el túnel habría aumentado sustancialmente el coste del sistema de ventilación.

## Planificación inicial
El proyecto fue concebido en la década de 1970 por la Revisión de la Planificación del Transporte de Boston para sustituir a la oxidada arteria central elevada de seis carriles. La autopista separaba el centro de la costa y cada vez estaba más congestionada. Los empresarios estaban más preocupados por el acceso al aeropuerto de Logan y abogaron por un tercer túnel en el puerto.
La planificación del proyecto comenzó oficialmente en 1982 y los estudios de impacto ambiental en 1983. Tras años de presiones para conseguir fondos federales, en 1987 el Congreso aprobó una ley de obras públicas que financiaba el Big Dig, pero el presidente Ronald Reagan la vetó por ser demasiado cara. Cuando el Congreso anuló el veto, el proyecto obtuvo luz verde y la primera piedra se colocó en 1991.
En 1997, la legislatura estatal creó el Sistema Metropolitano de Carreteras y transfirió la responsabilidad del proyecto de la arteria central y el túnel "CA/T"del Departamento de Carreteras y la Oficina del Gobernador de Massachusetts a la Autoridad de Autopistas de Massachusetts (MTA).La MTA, que tenía poca experiencia en la gestión de una empresa del alcance y la magnitud del proyecto CA/T, contrató a una empresa conjunta para que realizara los diseños preliminares, gestionara a los consultores de diseño y a los contratistas de construcción, hiciera un seguimiento del coste y el calendario del proyecto, asesorara a la MTA en las decisiones del proyecto y (en algunos casos) actuara como representante de la MTA. Con el tiempo, la MTA combinó algunos de sus empleados con los de la empresa conjunta en una organización integrada del proyecto. Con ello se pretendía aumentar la eficacia de la gestión, pero se obstaculizó la capacidad de la MTA para supervisar de forma independiente las actividades del proyecto, ya que la MTA y la empresa conjunta se habían convertido en socios.

## Obstáculos
Además de las dificultades políticas y financieras, el proyecto recibió la resistencia de los residentes del histórico North End de Boston, que en los años 50 habían visto cómo el 20% de los negocios del barrio eran desplazados por el desarrollo de la Central Artery. En 1993 se creó el North End Waterfront Central Artery Committee (NEWCAC), cofundado por Nancy Caruso, en representación de los residentes, empresas e instituciones de los barrios de North End y Waterfront de Boston. El objetivo del Comité NEWCAC era reducir el impacto del proyecto de la arteria central/túnel en la comunidad, representar a los barrios ante los organismos gubernamentales, mantener informada a la comunidad, elaborar una lista de prioridades de las preocupaciones inmediatas de los vecinos y promover un desarrollo responsable y adecuado del corredor arterial posterior a la construcción en los barrios de North End y Waterfront.
Los obstáculos políticos, financieros y residenciales se magnificaron cuando surgieron varios obstáculos medioambientales y de ingeniería. La zona del centro de la ciudad por la que debían excavarse los túneles era en gran parte terreno de relleno, e incluía túneles de metro ya existentes de la Línea Roja y la Línea Azul, así como innumerables tuberías y conducciones de servicios públicos que habría que sustituir o trasladar. Los trabajadores del túnel se toparon con numerosos obstáculos geológicos y arqueológicos inesperados, desde escombros glaciares hasta cimientos de casas enterradas y varios barcos hundidos que yacían en el terreno ganado al mar.
El proyecto recibió la aprobación de las agencias medioambientales estatales en 1991, tras satisfacer preocupaciones como la liberación de toxinas por la excavación y la posibilidad de alterar los hogares de millones de ratas, provocando que vagaran por las calles de Boston en busca de nuevas viviendas. Cuando en 1994 se obtuvieron las autorizaciones medioambientales federales, el proceso había durado unos siete años, durante los cuales la inflación aumentó considerablemente las estimaciones de coste originales del proyecto.
La remodelación de un corredor tan transitado sin restringir gravemente la fluidez del tráfico exigió una serie de técnicas de construcción de vanguardia. Dado que la antigua autopista elevada (que siguió en funcionamiento durante todo el proceso de construcción) descansaba sobre pilones situados en toda la zona de excavación designada, los ingenieros utilizaron primero técnicas de muros pantalla para crear muros de hormigón de 37 m de profundidad sobre los que pudiera apoyarse la autopista. Estos muros de hormigón también estabilizaron los laterales de la obra, evitando derrumbes durante el proceso de excavación.
La autopista interestatal de varios carriles también debía pasar por debajo de las siete vías de ferrocarril de South Station, por las que circulaban más de 40.000 viajeros y 400 trenes al día. Para evitar múltiples reubicaciones de las líneas de tren mientras avanzaba la excavación del túnel, como se había previsto inicialmente, se construyó un gato especialmente diseñado para sostener el suelo y las vías y permitir la excavación por debajo. Los equipos de construcción también utilizaron la congelación del suelo (una inducción artificial del permafrost) para ayudar a estabilizar el terreno circundante mientras excavaban el túnel. Se trata del mayor proyecto de construcción de un túnel bajo las vías férreas en todo el mundo. La congelación del terreno permitió una excavación más segura y eficiente, y también ayudó en cuestiones medioambientales, ya que fue necesario exportar menos relleno contaminado que si se hubiera aplicado un método tradicional de corte y recubrimiento.
Otros problemas eran los túneles de metro que cruzaban el trazado de la autopista subterránea. Para construir muros pantalla más allá de estos túneles, fue necesario excavar por debajo de los túneles y construir un puente subterráneo de hormigón para soportar el peso de los túneles, sin interrumpir el servicio ferroviario.

## Fase de construcción

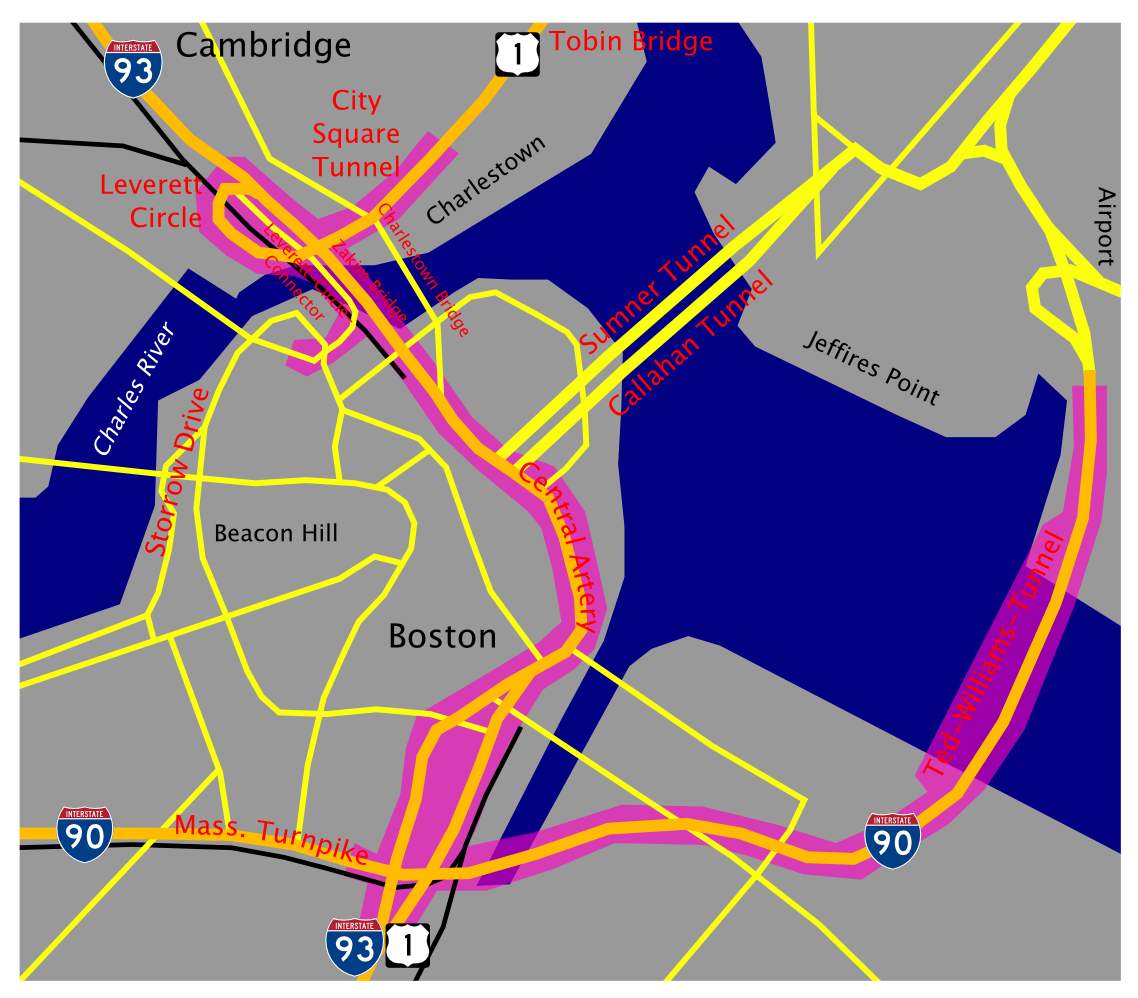
Obras de construcción del Big Dig

La gestión del proyecto corrió a cargo de la Autoridad de Autopistas de Massachusetts (Massachusetts Turnpike Authority), que unió financiera y jurídicamente la Big Dig y la ampliación de Boston de la Turnpike de los años 60 para crear el Sistema Metropolitano de Autopistas (Metropolitan Highway System)El diseño y la construcción fueron supervisados por una empresa conjunta de Bechtel Corporation y Parsons Brinckerhoff. Debido a la enorme envergadura del proyecto -demasiado grande para que cualquier empresa lo acometiera sola-, el diseño y la construcción del Big Dig se dividieron en docenas de subproyectos más pequeños con interfaces bien definidas entre los contratistas. Entre los principales contratistas de construcción pesada del proyecto se encontraban Jay Cashman, Modern Continental, Obayashi Corporation, Perini Corporation, Peter Kiewit Sons' Incorporated, J. F. White y la división Slattery de Skanska USA. (De todas ellas, Modern Continental fue la adjudicataria del mayor valor bruto de los contratos, empresas conjuntas incluidas).
La naturaleza del cruce del río Charles había sido fuente de gran controversia durante toda la fase de diseño del proyecto. Muchos defensores del medio ambiente preferían un cruce del río totalmente en túnel, pero éste, junto con otros 27 planes, fue rechazado por ser demasiado costoso. Finalmente, con el plazo inminente para iniciar la construcción de un proyecto separado que conectaría el puente Tobin con el cruce del río Charles, Salvucci hizo caso omiso de las objeciones y optó por una variante del plan conocida como "Esquema Z". Este plan se consideró razonablemente rentable, pero tenía el inconveniente de requerir rampas de autopista apiladas de hasta 100 pies (30 m) de altura inmediatamente adyacentes al río Charles.
La ciudad de Cambridge se opuso al impacto visual del diseño elegido para cruzar el río Charles. La ciudad interpuso una demanda para revocar el certificado medioambiental del proyecto y obligó a los planificadores a rediseñar de nuevo el cruce del río.

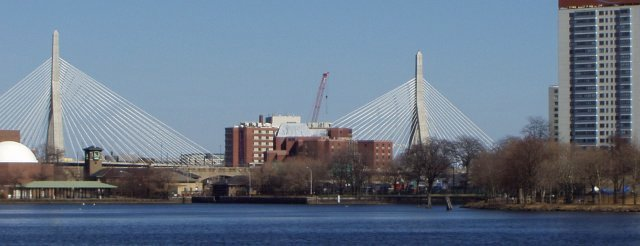
Puente Leonard P. Zakim

El ingeniero suizo Christian Menn se hizo cargo del diseño del puente. Sugirió un puente atirantado de cuna que soportaría diez carriles de tráfico. El plan fue aceptado y comenzó la construcción del Leonard P. Zakim Bunker Hill Memorial Bridge. El puente tiene un diseño asimétrico y para su construcción se utilizó un híbrido de acero y hormigón. El característico puente, diseñado por el arquitecto Miguel Ángel Rosales, está sostenido por dos torres bifurcadas unidas al vano por cables y vigas. Fue el primer puente del país en emplear este método y, en su momento, fue el puente atirantado más ancho del mundo,habiendo sido superado desde entonces por la sustitución del vano este del puente de la bahía de San Francisco-Oakland.
Mientras tanto, proseguía la construcción del acceso al puente Tobin. Para cuando todas las partes se pusieron de acuerdo sobre el diseño de la I-93, la construcción del conector Tobin (hoy conocido como "City Square Tunnel" por la zona de Charlestown que rodea) estaba muy avanzada, lo que aumentó considerablemente el coste de construcción del enlace de la US Route 1 y la adaptación del túnel.
La arcilla azul de Boston y otras tierras extraídas del trazado del túnel se utilizaron para tapar muchos vertederos locales, rellenar la cantera Granite Rail Quarry de Quincy y restaurar la superficie de Spectacle Island, en el Área Recreativa Nacional de las Islas del Puerto de Boston.
El Storrow Drive Connector, puente complementario del Zakim, empezó a transportar el tráfico de la I-93 a Storrow Drive en 1999. El proyecto se había estado estudiando durante años, pero contó con la oposición de los residentes adinerados del barrio de Beacon Hill. Al final, el conector utilizó un par de rampas que se habían construido para la interestatal 695, lo que permitió que la I-93 principal soportara más tráfico del que habría utilizado la I-695 según el plan director original.
Cuando se inició la construcción, el coste del proyecto, incluido el cruce del río Charles, se estimó en 5.800 millones de dólares. Los sobrecostes fueron tan elevados que el presidente de la Massachusetts Turnpike Authority, James Kerasiotes, fue despedido en 2000. Su sustituto tuvo que comprometerse a limitar las aportaciones federales a 8.550 millones de dólares. El gasto total acabó superando los 15.000 millones de dólares. Los intereses elevaron este coste a 21.930 millones de dólares.

### Métodos y detalles de ingeniería

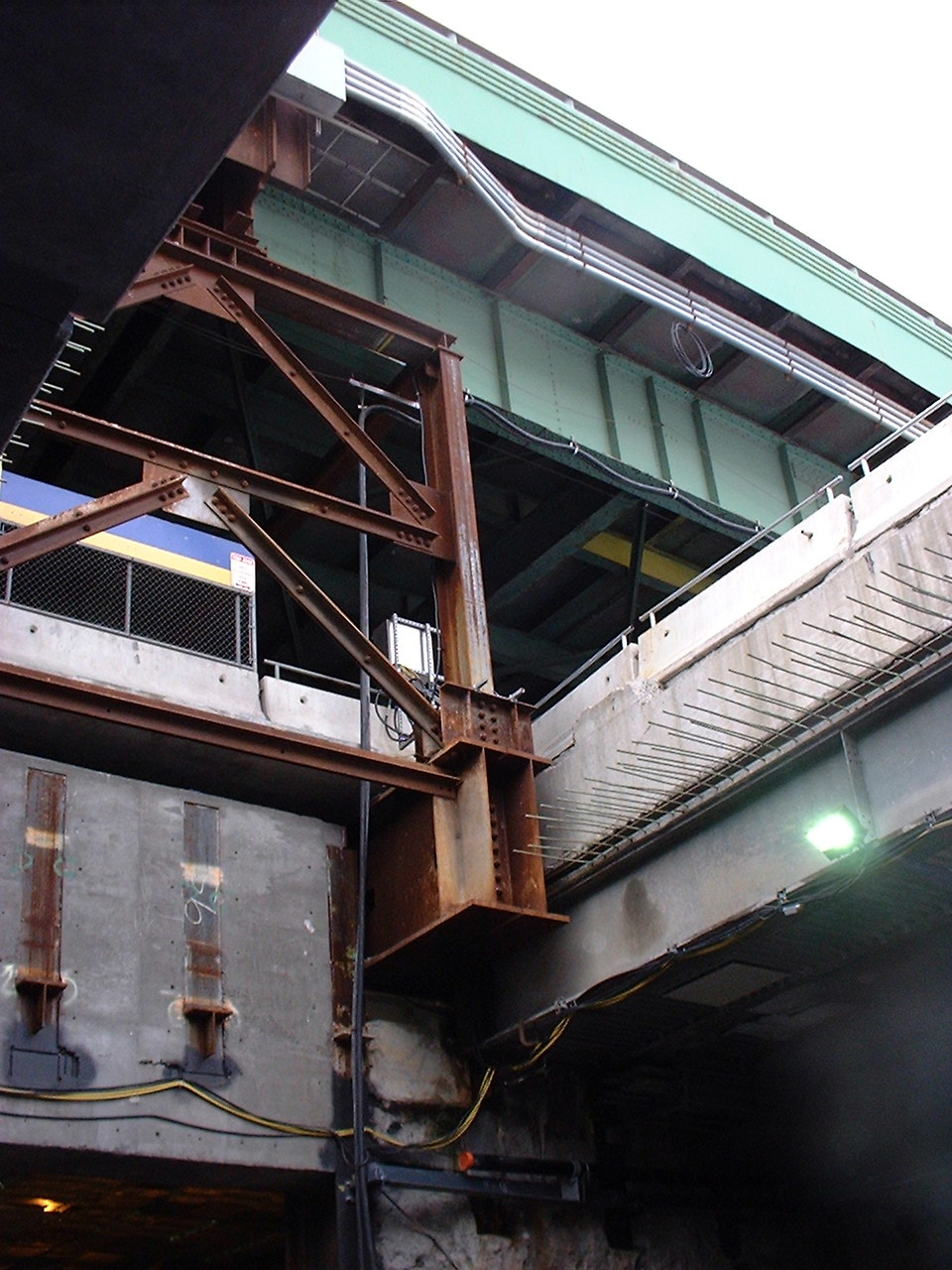
Unos soportes provisionales sostienen la arteria central elevada durante las obras

Durante el proyecto surgieron varios retos de ingeniería inusuales, que requirieron soluciones y métodos inusuales para abordarlos. Al principio del proyecto, los ingenieros tuvieron que encontrar la forma más segura de construir el túnel sin poner en peligro la autopista elevada existente. Finalmente, crearon unos tirantes horizontales tan anchos como el túnel, cortaron los puntales de la autopista elevada y la bajaron sobre los nuevos tirantes. Se estudiaron tres métodos de construcción alternativos con su correspondiente diseño estructural para abordar las condiciones existentes, las medidas de seguridad y la constructibilidad. Además de las cargas codificadas, se calcularon las cargas de construcción para apoyar el diseño final y la ejecución sobre el terreno.

## Fases finales
El 18 de enero de 2003 se celebró la ceremonia de inauguración del túnel conector de la I-90, que prolonga la autopista Massachusetts Turnpike (interestatal 90) hacia el este hasta el túnel Ted Williams, y de ahí al aeropuerto internacional Logan de Boston. El túnel Ted Williams se había completado y estaba en uso limitado para el tráfico comercial y los vehículos de alta ocupación desde finales de 1995. Los carriles en dirección oeste se abrieron la tarde del 18 de enero y los carriles en dirección este el 19 de enero.

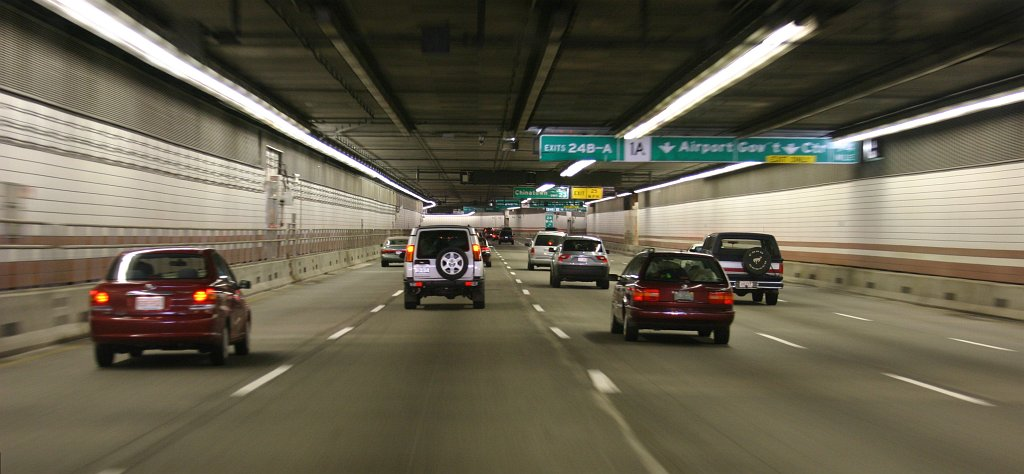
Túnel de la Interestatal 93

La siguiente fase, el soterramiento de la Interestatal 93 elevada, se completó en dos etapas: los carriles en dirección norte se abrieron el 29 de marzo de 2003 y los carriles en dirección sur (en una configuración provisional) el 20 de diciembre de 2003. El 19 de diciembre de 2004 se abrió un túnel bajo Leverett Circle que conecta Storrow Drive en dirección este con la I-93 Norte y el puente Tobin, aliviando así la congestión en la rotonda. Todos los carriles en dirección sur de la I-93 se abrieron al tráfico el 5 de marzo de 2005, incluido el carril izquierdo del puente Zakim y todo el túnel reformado de Dewey Square.

Vía Verde Rose Kennedy

A finales de diciembre de 2004, se había completado el 95% de la Big Dig. Quedaban importantes obras en la superficie, como la construcción de las configuraciones finales de las rampas en el North End y en el intercambiador de South Bay, y la reconstrucción de las calles de la superficie.
La rampa final del centro de la ciudad, la salida 16A (antes 20B) de la I-93 sur a Albany Street, se abrió el 13 de enero de 2006.
En 2006, los dos túneles de la interestatal 93 se bautizaron con el nombre de Thomas P. O'Neill Jr. Tunnel, en honor al expresidente demócrata de la Cámara de Representantes de Massachusetts que presionó para que el Big Dig fuera financiado por el gobierno federal.

## Proyectos coordinados
La Commonwealth de Massachusetts estaba obligada por la Ley Federal de Aire Limpio a mitigar la contaminación atmosférica generada por las mejoras de la autopista. El Secretario de Transportes, Fred Salvucci, firmó en 1990 un acuerdo con la Conservation Law Foundation en el que se enumeraban 14 proyectos concretos que el Estado se comprometía a construir. Esta lista se ratificó en un acuerdo judicial de 1992.
Entre los proyectos que se han llevado a cabo figuran:
- Restauración de tres líneas de ferrocarril de cercanías de Old Colony
- Ampliación de la línea de Framingham para dar servicio a Worcester a tiempo completo
- Restauración de la línea Newburyport/Rockport
- Trenes de seis vagones en la línea azul de la MBTA, que requieren la prolongación de los andenes, la modernización de las estaciones y la construcción de vagones nuevos.
- Línea Silver de la MBTA, una línea de autobuses de tránsito rápido hacia el paseo marítimo de South Boston y East Boston, incluido el aeropuerto.
- 1.000 nuevas plazas de aparcamiento.[40]
- Mejoras en la línea Fairmount
- Ampliación de la Línea Verde

Sin embargo, se eliminaron algunos proyectos
- Diseño del conector rojo-azul.[41]
- Restablecimiento del ramal E de la Línea Verde

### Tratamientos de superficie
Algunos tratamientos de superficie que formaban parte del plan original del proyecto se suprimieron debido a los enormes sobrecostes de la parte de autopistas.
Se destinaron 99,1 millones de dólares a mejoras paliativas en la cuenca del río Charles, incluida la construcción de los parques North Point Park en Cambridge y Paul Revere Park en Charlestown. El puente North Bank Bridge, que proporciona conectividad peatonal y ciclista entre los parques, no se financió hasta la Ley de Recuperación y Reinversión de 2009. El Nashua Street Park, en el lado de Boston, fue terminado en 2003, por McCourt Construction, con 7,9 millones de dólares de financiación del MassDOT. En 2017, se habían transferido 30,5 millones de dólares al Departamento de Conservación y Recreación de Massachusetts para completar cinco proyectos. Otro proyecto incompleto pero necesario es el puente de South Bank sobre las vías del tren de cercanías MBTA en North Station (que conecta el parque de Nashua Street con el parque propuesto de South Bank, que actualmente es un aparcamiento bajo el puente Zakim en las esclusas del río Charles).
Las mejoras en la cuenca baja del río Charles incluyen la nueva pasarela en Lovejoy Wharf (construida por el promotor de 160 North Washington Street, la nueva sede de Converse), el Lynch Family Skate Park (construido en 2015 por la Charles River Conservancy), la rehabilitación de edificios históricos de operaciones para la presa y la esclusa del río Charles, una instalación de mantenimiento y una pasarela peatonal planificada a través del río Charles junto al puente levadizo del tren de cercanías MBTA en North Station (que conecta Nashua Street Park y North Point Park).MassDOT financia el parque de South Bank,y la sustitución del puente de North Washington Street (construcción entre agosto de 2018 y agosto de 23).EF Education financia mejoras de espacios verdes públicos como parte de su ampliación en tres fases en North Point.La financiación restante puede utilizarse para construir el puente peatonal de North Point Inlet y una pasarela peatonal sobre Leverett Circle. Antes de ser sustituido por un acceso en superficie durante la reconstrucción de la estación de la línea verde de la MBTA de Science Park, Leverett Circle tenía puentes peatonales con escaleras que proporcionaban un acceso elevado entre la estación, los parques del río Charles y la acera hasta el Museo de Ciencias de Boston. Las rampas sustitutivas cumplirían los requisitos de la Ley de Estadounidenses con Discapacidades y facilitarían el acceso a la estación.

### Arte público
Aunque no es un requisito legal, el arte público formó parte del proceso de planificación del diseño urbano (y posteriormente del trabajo de desarrollo del diseño) a través del Programa Artístico de las Arterias. El objetivo del programa era integrar el arte público en las infraestructuras viarias (muros de contención, vallas e iluminación) y en los elementos esenciales del entorno peatonal (pasarelas, elementos paisajísticos de los parques y puentes). A medida que aumentaban los costes globales del proyecto, el Programa Artístico de la Arteria se consideraba un pasivo potencial, a pesar de que contaba con el apoyo y el interés del público y de las organizaciones artísticas profesionales de la zona.
Al principio del proceso de diseño de la autopista, se inició un programa artístico temporal y se seleccionaron más de 50 propuestas. Sin embargo, sólo empezaron a desarrollarse unos pocos proyectos antes de que se recortara la financiación del programa. El arte público permanente que se financió incluye texto supergráfico y fachadas de antiguas casas del West End fundidas en los muros de hormigón de soporte de los estribos elevados de la autopista cerca de North Station, de la artista Sheila Levrant de Bretteville; Harbor Fog, un entorno escultórico de niebla, luz y sonido activado por sensores, del artista Ross Miller en la parcela 17; una escultura histórica que celebra la industria de la construcción naval de los siglos XVII y XIX y un busto del constructor Donald McKay en East Boston; iluminación interior azul del puente Zakim; y la pasarela e iluminación Miller's River Littoral Way bajo las rampas de bucle al norte del río Charles.
Durante las reuniones públicas, muchos ciudadanos solicitaron una amplia plantación paisajística, así como un programa de mantenimiento de las plantaciones.

## Impacto en el tráfico

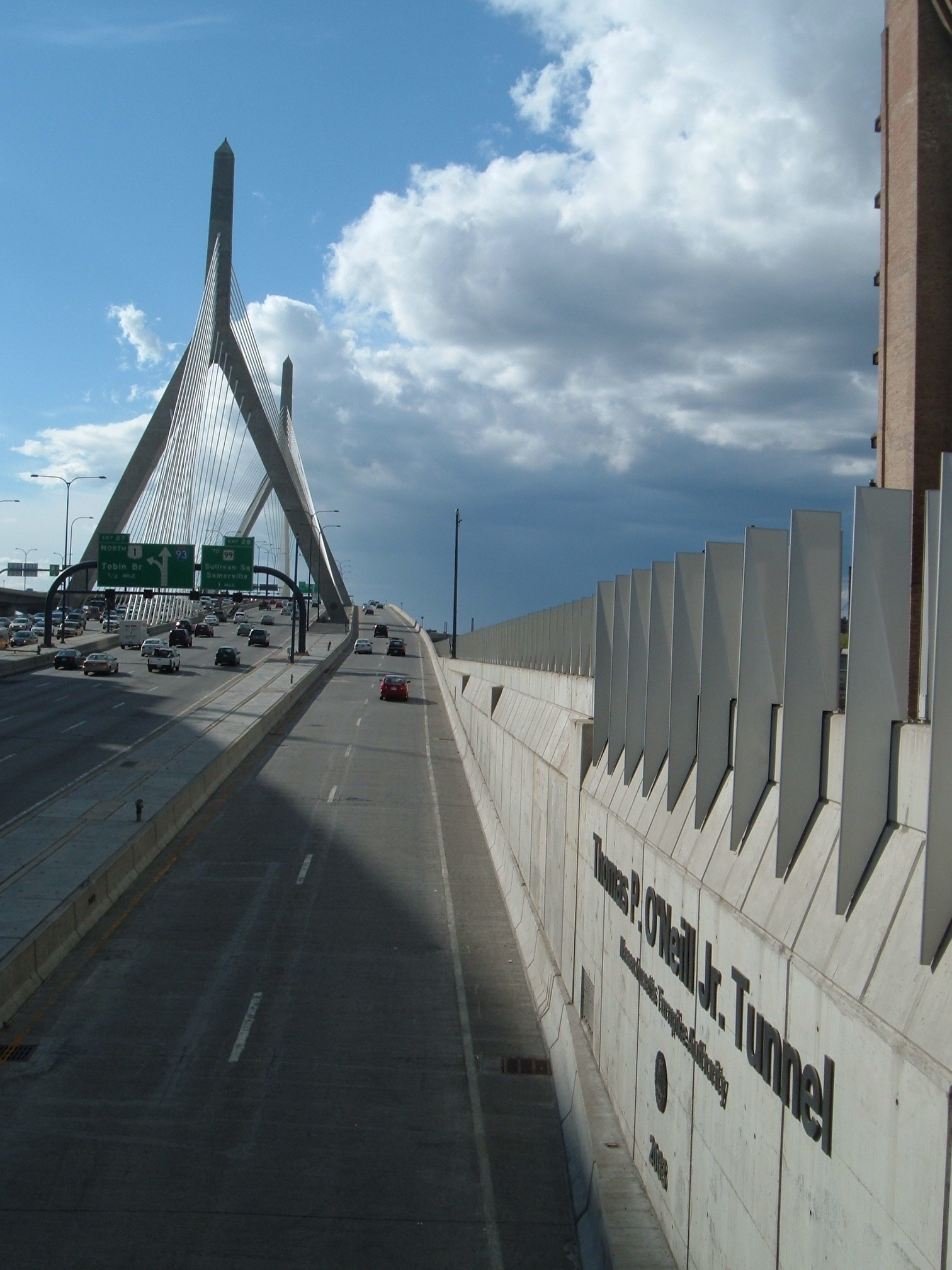
Tráfico saliendo del túnel Thomas P. O'Neill Jr. hacia el puente Zakim

La Big Dig separó el tráfico mezclado de la Massachusetts Turnpike y los túneles de Sumner y Callahan. Aunque sólo se añadió un carril neto en cada sentido a la I-93 norte-sur, se habilitaron varios carriles nuevos este-oeste. El tráfico este-oeste de la autopista Massachusetts Turnpike/I-90 pasa ahora directamente por el túnel Ted Williams hacia el aeropuerto Logan y la ruta 1A más allá. El tráfico entre Storrow Drive y los túneles de Callahan y Sumner sigue utilizando un corto tramo de la I-93, pero se han habilitado carriles adicionales y conexiones directas para este tráfico.
El resultado fue una reducción del 62% de las horas de viaje de los vehículos en la I-93, los túneles del aeropuerto y la conexión desde Storrow Drive, de una media de 38.200 horas diarias antes de la construcción (1994-1995) a 14.800 horas diarias en 2004-2005, una vez finalizado el proyecto en su mayor parte El ahorro para los viajeros se estimó en 166 millones de dólares anuales en el mismo periodo de 2004-2005. Los tiempos de viaje en la arteria central en dirección norte durante la hora punta de la tarde se redujeron un 85,6%.
Un informe de 2008 del Boston Globe afirmaba que el tiempo de espera para la mayoría de los viajes aumentó en realidad como consecuencia de la demanda inducida por el aumento de la capacidad de la carretera. Dado que más conductores optaban por utilizar las nuevas carreteras, los embotellamientos de tráfico sólo se desplazaron hacia el exterior de la ciudad, no se redujeron ni eliminaron (aunque algunos viajes son ahora más rápidos). El informe afirma: "En última instancia, muchos automovilistas que van y vienen de los suburbios en las horas punta pasan más tiempo atrapados en el tráfico, no menos". El Globe también afirma que su análisis ofrece una imagen más completa de la situación del tráfico que un estudio encargado por el Estado y realizado dos años antes, en el que se atribuía al Big Dig el mérito de haber contribuido a ahorrar al menos 167 millones de dólares al año al aumentar la productividad económica y disminuir los costes de explotación de los vehículos de motor. Ese estudio no analizó las autopistas situadas fuera de la zona de construcción del Big Dig y no tuvo en cuenta los nuevos atascos en otros lugares.

## Impacto en el valor de la propiedad
Hacia el final del Big Dig en 2003, se estimó que la demolición de la autopista Central Artery causaría un aumento de 732 millones de dólares en el valor de la propiedad en el distrito financiero de Boston, con los parques de reemplazo proporcionando un valor adicional de 252 millones de dólares Además, como resultado del Big Dig, se abrió una gran cantidad de espacio frente al mar, que ahora es una zona residencial y comercial de alto alquiler llamada Seaport District. Se calcula que sólo el desarrollo de Seaport generó 7.000 millones de dólares en inversión privada y 43.000 puestos de trabajo.

## Centro de Control de Operaciones (OCC)
Como parte del proyecto, se construyó en South Boston una elaborada sala de control del Centro de Control de Operaciones (OCC). Este centro, dotado de personal 24 horas al día, 7 días a la semana, 365 días al año, supervisa la congestión del tráfico, informa sobre ella y responde a las emergencias. Cientos de cámaras vigilan continuamente por vídeo y miles de sensores controlan la velocidad y densidad del tráfico, la calidad del aire, los niveles de agua, la temperatura, el estado de los equipos y otras condiciones en el interior del túnel. El OCC puede activar ventiladores de emergencia, cambiar carteles electrónicos y enviar equipos de servicio cuando sea necesario.

## Problemas

### Fugas
Ya en 2001, los funcionarios y contratistas de la Turnpike Authority conocían la existencia de miles de fugas en fisuras del techo y las paredes, grandes daños causados por el agua en los soportes de acero y los sistemas ignífugos, y sistemas de drenaje sobrecargados. Muchas de las fugas se debían a que Modern Continental y otros subcontratistas no retiraron la grava y otros residuos antes de verter el hormigón. Esta información no se hizo pública hasta que los ingenieros del MIT (estudiantes y profesores voluntarios) realizaron varios experimentos y descubrieron graves problemas en el túnel.
El 15 de septiembre de 2004, una importante fuga en el túnel norte de la Interestatal 93 obligó a cerrar el túnel mientras se llevaban a cabo las reparaciones. Esto también obligó a la Turnpike Authority a publicar información sobre su falta de divulgación de fugas anteriores. Un informe de seguimiento informaba de fugas "extensas" que eran más graves de lo que las autoridades estatales habían reconocido anteriormente. El informe afirmaba que el sistema de túneles tenía más de 400 fugas. Sin embargo, un reportaje del Boston Globe rebatió esta afirmación afirmando que había casi 700 fugas en una única sección de 300 m de túnel bajo la estación sur. Los responsables del Turnpike también declararon que el número de fugas investigadas había bajado de 1.000 a 500.
El problema de las fugas se agrava aún más por el hecho de que en muchas de ellas interviene agua salada corrosiva. Esto se debe a la proximidad del puerto de Boston y el océano Atlántico, que provoca una mezcla de fugas de agua salada y dulce en el túnel. La situación empeora con la sal de carretera esparcida en el túnel para derretir el hielo durante las heladas, o introducida por los vehículos que lo atraviesan. El agua salada y la niebla salina son problemas bien conocidos que hay que resolver en cualquier entorno marino. Se ha informado de que "cientos de miles de galones de agua salada se bombean mensualmente" en el Big Dig, y se ha preparado un mapa que muestra los "puntos calientes" donde las fugas de agua son especialmente graves.La corrosión acelerada por la sal ha provocado fallos en las luminarias del techo (véase más abajo), pero también puede causar un rápido deterioro de las barras de refuerzo incrustadas y otros refuerzos estructurales de acero que sujetan las paredes y el techo del túnel.

### Materiales deficientes
En junio de 2005, la policía estatal de Massachusetts registró las oficinas de Aggregate Industries, el principal proveedor de hormigón para las partes subterráneas del proyecto. Se incautaron de pruebas de que Aggregate había suministrado hormigón que no cumplía las especificaciones del contrato. En marzo de 2006, el fiscal general de Massachusetts, Tom Reilly, anunció planes para demandar a los contratistas del proyecto y a otras empresas por el mal trabajo realizado en el proyecto. El estado de Massachusetts presentó más de 200 denuncias por fugas, sobrecostes, problemas de calidad e infracciones de seguridad. En total, el Estado ha reclamado a los contratistas unos 100 millones de dólares (1 dólar por cada 141 dólares gastados).
En mayo de 2006, seis empleados de la empresa fueron detenidos y acusados de conspiración para defraudar a Estados Unidos. En julio de 2007, Aggregate Industries resolvió el caso con un acuerdo de pago de 50 millones de dólares. 42 millones del acuerdo se destinaron a casos civiles y 8 millones se pagaron en multas penales. La empresa proporcionará 75 millones de dólares en seguros de mantenimiento y pagará 500.000 dólares para controles rutinarios en zonas sospechosas de contener hormigón de calidad inferior. En julio de 2009, dos de los acusados, Gerard McNally y Keith Thomas, ambos directivos, se declararon culpables de los cargos de conspiración, fraude postal y presentación de informes falsos. Al mes siguiente, los cuatro restantes, Robert Prosperi, Mark Blais, Gregory Stevenson y John Farrar, fueron declarados culpables de los cargos de conspiración y fraude. Los cuatro fueron condenados a libertad condicional y reclusión domiciliaria, y Blais y Farrar fueron condenados además a realizar servicios comunitarios.

### Colapso mortal del techo

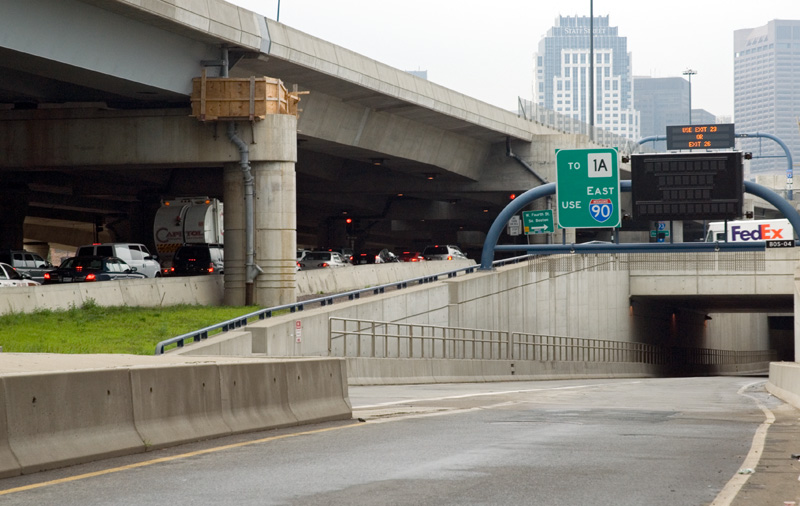
El tráfico de Boston se arrastra por una entrada cerrada del túnel Ted Williams en Boston durante la hora punta del 11 de julio de 2006, el día después del derrumbe

Un accidente mortal planteó cuestiones de seguridad y cerró parte del proyecto durante la mayor parte del verano de 2006. El 10 de julio de 2006, los paneles de hormigón del techo y los escombros, que pesaban 26 toneladas cortas (24 toneladas) y medían 6,1 por 12,2 metros (20 por 40 pies), cayeron sobre un coche que circulaba por la rampa de dos carriles que conecta la I-93 en dirección norte con la I-90 en dirección este en South Boston, matando a Milena Del Valle, que iba de pasajera, e hiriendo a su marido, Ángel Del Valle, que conducía.Inmediatamente después del fatal derrumbe del techo, el gobernador Mitt Romney ordenó una auditoría de seguridad "de cabo a rabo" realizada por la empresa de ingeniería Wiss, Janney, Elstner Associates, Inc. para buscar otras áreas de riesgo. Dijo Romney: "Simplemente no podemos vivir en un entorno en el que un proyecto de esta envergadura puede poner en peligro vidas humanas, como ya se ha visto"El derrumbamiento y cierre del túnel colapsó enormemente el tráfico en la ciudad. Se considera que los atascos contribuyeron a la muerte de otra persona, una víctima de un ataque al corazón que falleció de camino al Boston Medical Center cuando su ambulancia quedó atrapada en uno de esos atascos dos semanas después del derrumbe. El 1 de septiembre de 2006 se reabrió al tráfico un carril en dirección este del túnel conector.
Tras extensas inspecciones y reparaciones, los carriles este y oeste de la interestatal 90 reabrieron a principios de enero de 2007. La última pieza de la red de carreteras, un carril para vehículos de alta ocupación que conectaba la interestatal 93 norte con el túnel Ted Williams, reabrió el 1 de junio de 2007.
El 10 de julio de 2007, tras una larga investigación, la Junta Nacional de Seguridad en el Transporte descubrió que el pegamento epoxídico utilizado para mantener el techo en su sitio durante la construcción no era apropiado para una adhesión a largo plazo, lo que se determinó como la causa del derrumbe del techo. El adhesivo epoxi Power-Fast utilizado en la instalación estaba diseñado para cargas a corto plazo, como cargas de viento o sísmicas, no para cargas a largo plazo, como el peso de un panel.
Powers Fasteners, los fabricantes del adhesivo, revisaron las especificaciones de sus productos el 15 de mayo de 2007 para aumentar el factor de seguridad de 4 a 10 en todos sus productos epoxídicos destinados a aplicaciones aéreas. El factor de seguridad de Power-Fast Epoxy se aumentó de 4 a 16.El 24 de diciembre de 2007, la familia Del Valle anunció que había llegado a un acuerdo con Powers Fasteners por el que se pagaría a la familia 6 millones de dólares.En diciembre de 2008, Powers Fasteners acordó pagar 16 millones de dólares al estado para resolver los cargos de homicidio involuntario.

### "Barandillas Ginsu"
Los trabajadores de seguridad pública han denominado "barandillas ginsu" a las barandillas de seguridad de los túneles del Big Dig, porque los bordes cuadrados de los postes de soporte han causado mutilaciones y muertes de pasajeros expulsados de vehículos accidentados. Tras denunciarse una octava muerte relacionada con las barandillas de seguridad, los responsables del MassDOT anunciaron planes para cubrir o retirar los elementos supuestamente peligrosos, pero sólo cerca de las curvas o rampas de salida. Esta eliminación parcial de los peligros ha sido criticada por un especialista en seguridad, que sugiere que las barandillas son igual de peligrosas en los tramos rectos del túnel.

### Iluminación
En marzo de 2011, se supo que altos cargos del MassDOT no habían revelado un problema con las luminarias del túnel de O'Neill. A principios de febrero de 2011, un equipo de mantenimiento encontró una luminaria tirada en el carril central del túnel en dirección norte. Suponiendo que se trataba de simples restos de la carretera, el equipo de mantenimiento la recogió y la llevó a sus instalaciones de origen. Al día siguiente, un supervisor que pasaba por el astillero se dio cuenta de que la lámpara de 54 kg no era un residuo de la carretera, sino una de las utilizadas para iluminar el túnel. Las investigaciones posteriores revelaron que el aparato de montaje de la luminaria había fallado debido a la corrosión galvánica de metales incompatibles, provocada por el contacto directo del aluminio con el acero inoxidable en presencia de agua salada.La diferencia de potencial electroquímico entre el acero inoxidable y el aluminio oscila entre 0,5 y 1,0 V, dependiendo de la aleación de que se trate, y puede provocar una corrosión considerable en cuestión de meses en condiciones desfavorables.
Una vez descubierta la razón por la que había fallado la fijación, una inspección exhaustiva de las demás fijaciones del túnel reveló que muchas otras fijaciones también se encontraban en el mismo estado de deterioro. Algunas de las fijaciones en peor estado se apuntalaron temporalmente con bridas de plástico. Al seguir adelante con las reparaciones temporales, los miembros del equipo administrativo del MassDOT decidieron no dar a conocer al público ni a la administración del gobernador Deval Patrick la noticia del fallo sistémico y la reparación de las fijaciones.
En abril de 2012, parecía que habría que sustituir la totalidad de las 25.000 luminarias, con un coste estimado de 54 millones de dólares. Los trabajos de sustitución se realizaban principalmente por la noche, y requerían el cierre de carriles o el cierre ocasional de todo el túnel por seguridad, y se estimaba que tardarían hasta dos años en completarse.